# Cultura do Sri Lanka
A cultura do Sri Lanka foi influenciada por diversos fatores no passado, em especial, pela religião e colonização de Portugal, Países Baixos e Reino Unido. O país é predominantemente hindu, budista e muçulmano e suas principais festividades estão ligadas a religião, como o ano novo. Como um dos maiores produtores mundiais de chá, os habitantes do Sri Lanka são também grandes consumidores e o bebem em muitas ocasiões, como ao receber alguma visita em casa. O esporte mais praticado no país é o críquete e a população pára para ver sua seleção jogar durante a Copa do Mundo de Críquete.